# Slick Rick
Slick Rick, de son vrai nom Ricky Martin Lloyd Walters, né le 14 janvier 1965 à Londres, au Royaume-Uni, est un rappeur et producteur de musique anglais. Il est également connu sous les noms de scène Rick the Ruler, MC Ricky D,  et Ricky Dee. Il lance sa carrière à la fin de 1983, dans le genre hip-hop, période durant laquelle il enregistre plusieurs chansons comme La Di Da Di et Children's Story.  Il est mieux connu pour son rap de type narratif qui lui vaut le surnom de « meilleur conteur du hip-hop ».
Slick Rick se popularise durant l'âge d'or du hip-hop. Ses chansons sont fréquemment samplées et mixées par d'autres groupes et artistes comme TLC, Black Star, The Notorious B.I.G., Snoop Dogg, et Color Me Badd. About.com le classe 12e sur sa liste des « 50 meilleurs MCs de notre époque (1987-2007) » et le magazine The Source le classe 15e dans sa liste des « 50 meilleurs paroliers de tous les temps ».

## Biographie

### Jeunesse et débuts
Walters est né et a grandi dans le district de Mitcham à Londres, fils d'une famille d'origines jamaïcaines. Bébé, il perd son œil droit à cause d'un impact de verre brisé, et porte un cache-œil depuis. Lui et sa famille emménagent dans le quartier américain du Bronx en 1976.
Enfant, il fait la connaissance de Dana Dane avec qui il forme le duo hip-hop Kangol Crew. Il lance sa carrière en 1983 en enregistrant une série de titres acclamés par la critique tels que, Children's Story, La Di Da Di et Hey Young World. En 1988, Slick Rick publie son premier album, The Great Adventures of Slick Rick , qui atteint la première place des Billboard RnB Albums et la 31e place du Billboard 200 en 1989.

### Incarcération et albums
En 1990, Walters tire sur son cousin, Mark Plummer, et un passant. Plummer était garde du corps de Walters, et a admis s'être fait tirer dessus par Walters. Walters est arrêté pour double tentative d'homicide volontaire et plaide coupable agression par arme à feu, et possession illégale d'arme à feu. Il est incarcéré pendant cinq ans et libéré en 1997. Son troisième album, Behind Bars est publié en 1994, tandis qu'il est encore en prison, est bien accueilli par la presse spécialisée.
Après un voyage aux Caraïbes, Walters est arrêté par le service américain de l'immigration en Floride. Rick est libéré après 17 mois de détention le 3 novembre 2003,. En octobre 2006, le Department of Homeland Security tente à nouveau de faire partir Walters en Angleterre.
Slick Rick et la Soul Rebels Brass Band jouent ensemble le 22 juin 2012 à Washington au Howard Theatre.

## Discographie

### Albums studio
- 1988 : The Great Adventures of Slick Rick
- 1991 : The Ruler's Back
- 1994 : Behind Bars
- 1999 : The Art of Storytelling
- 2025 : VICTORY

### Compilations
- 1990 :"Yo Rap"
- 2007 : The Rulers Returns 2.2
- 2009 : Legends Volume Two
- 2014 : Best of Slick Rick